# Sarah Mair

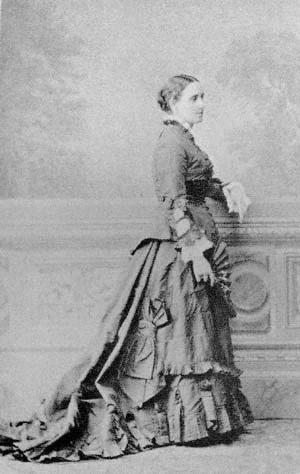
Sarah Mair, ca. 1876

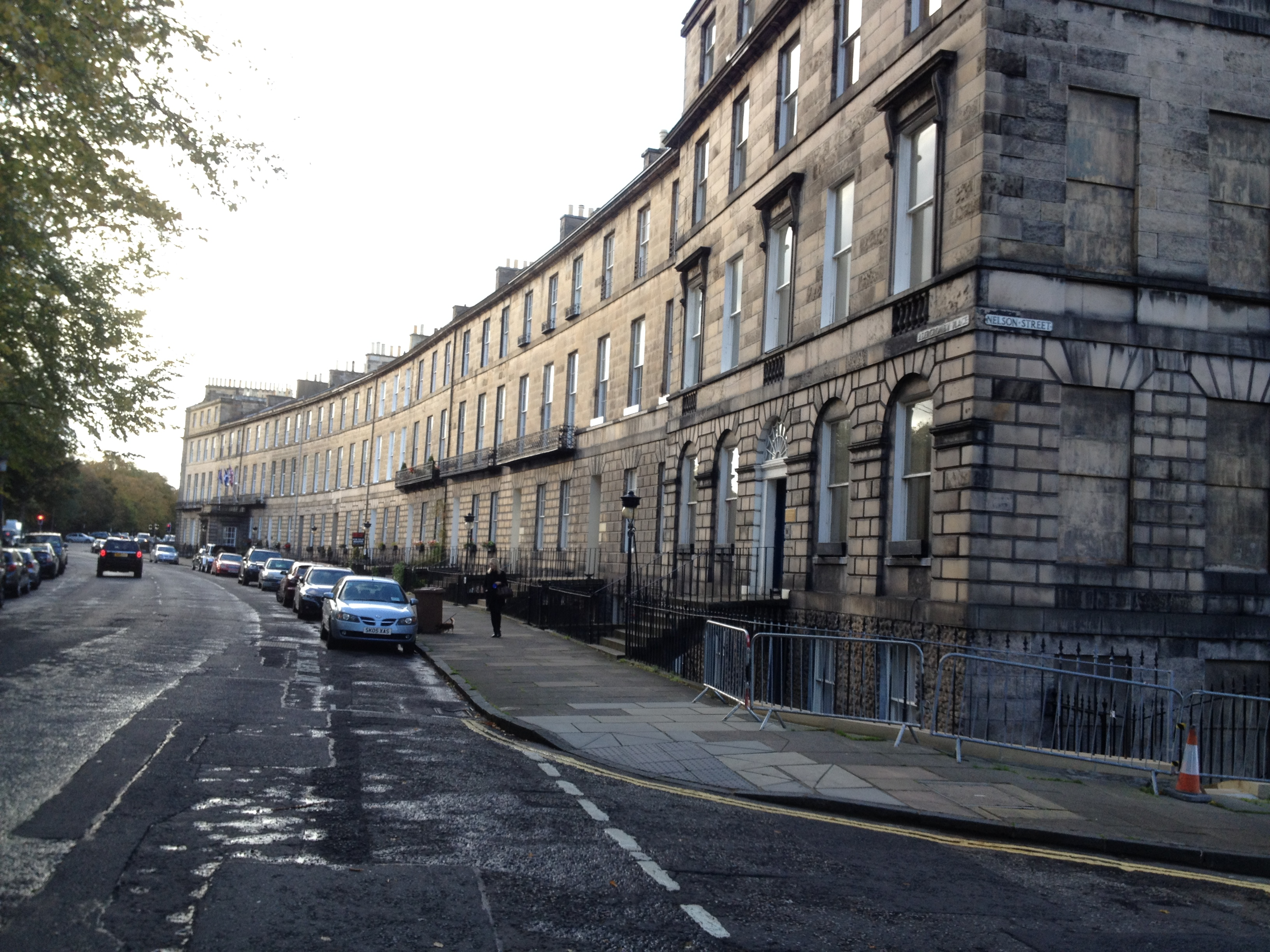
Abercromby Place, Edinburgh

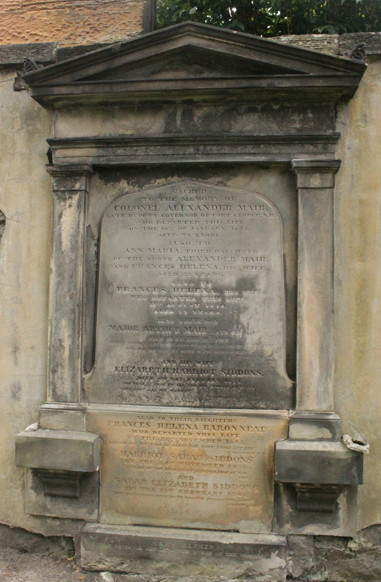
Grab von Sarah Siddons Mair, St Cuthbert's Churchyard, Edinburgh

Dame Sarah Elizabeth Siddons Mair  (* 23. September 1846 in Edinburgh; † 13. Februar 1941 in Buckinghamshire, England) war eine schottisch-britische Kämpferin für die Bildung von Frauen und das Frauenwahlrecht. Sie engagierte sich in der Edinburgh Association for the University Education of Women und der Ladies' Edinburgh Debating Society, die sie gründete, bevor sie 20 Jahre alt war.

## Leben
Sarah wurde als Tochter von Major Arthur Mair vom 62. Regiment und Elizabeth Harriot Mair (geborene Siddons) in eine wohlhabende Familie in Edinburgh geboren. Sie war die Enkelin des Schauspielers Henry Siddons und Urenkelin der Schauspielerin Sarah Siddons. Die Familie wohnte am Abercromby Place 29 in Edinburghs New Town.
Als Mair 19 Jahre alt war, gründete sie die Edinburgh Essay Society, die bald darauf in Ladies' Edinburgh Debating Society umbenannt wurde. Sie wurde deren Präsidentin und blieb dies 70 Jahre lang. Die Gesellschaft traf sich im geräumigen Haus der Familie Mair und bot Edinburgher Frauen mit einem bestimmten Hintergrund die Möglichkeit, soziale Fragen zu erörtern und gleichzeitig das Sprechen in der Öffentlichkeit und das Debattieren zu lernen. Sie gaben die Zeitschrift The Attempt heraus, die 1876 in Ladies' Edinburgh Magazine umbenannt wurde und die sie mit Leserinnen im ganzen Land verband. Die Zeitschrift wurde von Mair und Helen Campbell Reid herausgegeben, Charlotte Mary Yonge schrieb Beiträge und Mair rezensierte darin zum  Beispiel Josephine Butlers Aufsatzsammlung Women's Work and Women's Culture.
Die Gesellschaft und ihr Sitz im Esszimmer von Mair waren der Mittelpunkt vieler Bemühungen zur Förderung der Rechte und der Bildung von Frauen, die von Frauen aus meist wohlhabenden Berufsfamilien angeführt wurden. Louisa und Flora Stevenson waren frühe Mitglieder, ebenso wie Louisa Lumsden, Gründerin der St Leonards School in St Andrews, und Charlotte Carmichael Stopes, Mutter von Marie Stopes. Die Gesellschaft debattierte in regelmäßigen Abständen über die Frage des Frauenwahlrechts, das Mair ihr Leben lang befürwortete. In den Jahren 1866 und 1872 stellte sie fest, dass sie und ihre Mitstreiterinnen in der Minderheit waren, aber ab 1884 wurden die Anträge für das Frauenwahlrecht mit wachsender Mehrheit angenommen. Mair gehörte der Edinburgh National Society for Women's Suffrage an, die 1867 als erste schottische Gesellschaft gegründet worden war, um für das Frauenwahlrecht zu werben, und schickte Redner zu Veranstaltungen in ganz Schottland, darunter Elsie Inglis. Später wurde Mair Präsidentin der Gesellschaft und dann Präsidentin der Scottish Federation of Women's Suffrage Societies, in der sich die schottischen Gruppen zusammenschlossen. Oft gelang es ihr, zwischen Gruppen mit unterschiedlichen Ansätzen für das Wahlrecht zu vermitteln. Nach der Ausweitung des Frauenwahlrechts 1918 überführte den Zusammenschluss als Society for Equal Citizenship in eine neue Phase.
Sarah Mair war 1867 ein wichtiges Mitglied der Edinburgh Ladies' Educational Association. Sie war bei der Gründungsversammlung anwesend, wurde aber nicht als Gründungsmitglied betrachtet, vermutlich weil sie unverheiratet und recht jung war. Sie und Mary Crudelius widmeten sich dem Ziel eines gleichberechtigten Zugangs zur Hochschulbildung für beide Geschlechter, wobei Mair davon überzeugt war, dass ein pragmatischer Ansatz sinnvoll wäre. Letztendlich wollten Mair und Crudelius jedoch mehr als ein separates System für Frauen, das die Edinburgh Ladies' Educational Association organisierte, so gut die Lehre auch sein mochte.
1876 begann Mair, sich für die Verbesserung der voruniversitären Ausbildung von Frauen einzusetzen. In der St. George's Hall wurden Kurse angeboten, um ihnen den Zugang zur Universität zu erleichtern, und für diejenigen, die nicht teilnehmen konnten, gab es Fernkurse. 1886 war sie zusammen mit Mary Russell Walker und anderen an der Gründung des St. George's Training College beteiligt, dem 1888 die St. George's High School for Girls folgte. Das Training College war die erste schottische Einrichtung, die Frauen für den Unterricht an weiterführenden Schulen ausbildete, und die High School die erste schottische Tagesschule für Mädchen, die sie bis zur Hochschulreife unterrichtete. Mädchen aus St. George's gehörten zu den ersten Absolventinnen der Universität Edinburgh.
Während des Ersten Weltkriegs setzte sich Mairs Zusammenarbeit mit Inglis fort, als sie Präsidentin des Hospitals Committee der von Inglis gegründeten Organisation Scottish Women’s Hospitals for Foreign Service war, dessen Finanzierung durch Kontakte in Edinburgh und darüber hinaus sichergestellt wurde. Mair fungierte auch als Schatzmeisterin des Masson-Hall-Projekts der Edinburgh Association for the University Education of Women und führte den Vorsitz im Komitee des Bruntsfield Hospital für Frauen und Kinder und des Elsie Inglis Memorial Maternity Hospital.
Mairs Einsatz für die Bildung von Frauen führte 1920 zur Verleihung der Ehrendoktorwürde der Universität Edinburgh. 1931 wurde sie Dame Commander des Order of the British Empire.
Nach dem Tod von Mair im Haus ihrer Nichte in Buckinghamshire wurde sie in der St. Mary’s Cathedral in Edinburgh beigesetzt. Ein Nachruf in The Scotsman nannte sie eine „Pionierin“ und eine „ehrwürdige und bemerkenswerte Dame aus Edinburgh, die in ihrer Zeit Geschichte geschrieben hat“. Auch auf dem Grabmal ihrer Familie väterlicherseits auf dem St. Cuthbert's Churchyard in Edinburgh wird an sie erinnert.